# كأس هولندا السياحية 2009
كأس هولندا السياحية 2009 هو سباق دراجات نارية أقيم بتاريخ 27 يونيو 2009 في حلبة أسن تي تي. كان الجولة السابعة من أصل 17 في سباق الجائزة الكبرى للدراجات النارية موسم 2009. فاز فالنتينو روسي بفئة الموتو جي بي بينما جاء خورخي لورنزو في المركز الثاني وحصل على المركز الثالث كيسي ستونر.

## وصلات خارجية
- الموقع الرسمي